# مسجد جامع هگ
مسجد جامع هگ مربوط به سدهٔ ۷ و ۸ ه.ق است و در شهرستان ابرکوه، روستای هگ واقع شده و این اثر در تاریخ ۷ مهر ۱۳۸۱ با شمارهٔ ثبت ۶۳۱۱ به‌عنوان یکی از آثار ملی ایران به ثبت رسیده است.